# Laurence Vanceunebrock-Mialon
Laurence Vanceunebrock-Mialon (Avion, 6 de maio de 1970) é uma policial e política francesa. Pertence ao partido Renascimento (RE) e é membro da Assembleia Nacional Francesa desde as eleições de 2017, representando o departamento (segundo círculo eleitoral) de Allier. É a segunda deputada abertamente lésbica do Parlamento francês — a primeira foi Françoise Gaspard, entre 1981 e 1988.

## Vida pessoal e formação acadêmica
Laurence Vanceunebrock-Mialon nasceu em Avion no departamento de Pas-de-Calais, norte da França, em 6 de maio de 1970. Sua mãe era secretária e seu pai, designer industrial.
Passou sua juventude em Saint-Folquin, também em Pas-de-Calais. Após o treinamento na Escola Nacional de Polícia de Roubaix, no início dos anos 1990, começou sua carreira como pacificadora na delegacia de Bobigny, na região de Paris, antes de ingressar na delegacia de Vichy, em Allier, onde atende casos de violência contra a mulher, problemas familiares e planejamento urbano.
É declaradamente lésbica.
É mãe biológica de uma filha que teve por reprodução medicamente assistida (PMA) na Bélgica, não sendo a PMA autorizada, na época, na França para mulheres solteiras e casais homossexuais.
Separou-se da ex-companheira antes da abertura do casamento para casais homossexuais, em 2013. Por não ter gerado biologicamente a filha da ex-companheira, não poderia registra-la legalmente.
| “                                                          | [Para gays e lésbicas] é preciso casar para ser pais e ir ao tribunal (...) Se eu sair de férias com minhas filhas e acontecer alguma coisa com a mais nova, teremos que chamar a 'mãe da barriga' para tomar qualquer decisão médica. E não faltam exemplos assim. | ” |
| — Em entrevista ao site Hornet, em 21 de novembro de 2017, | |   |

## Carreira política

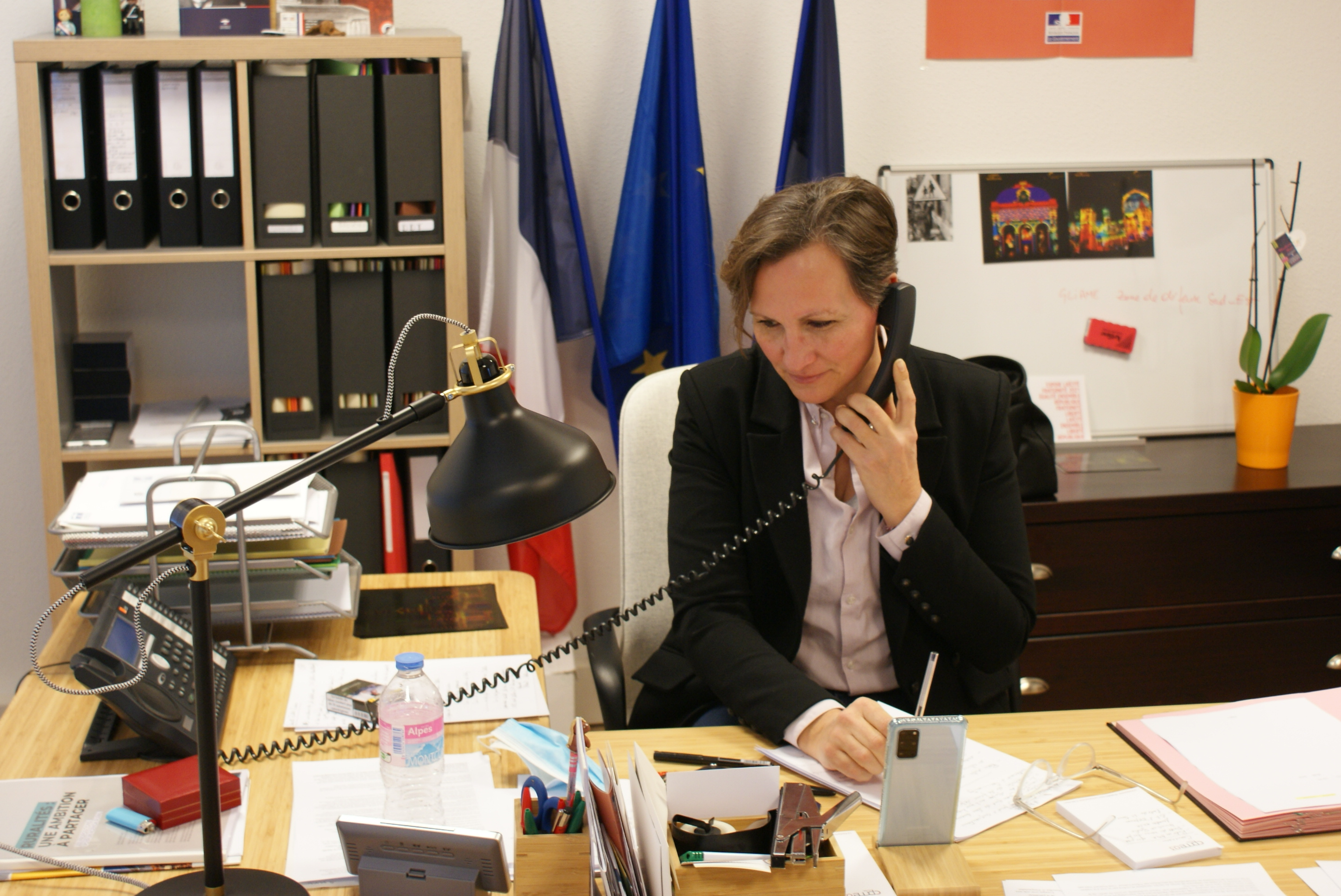
No escritório parlamentar permanente para o segundo círculo eleitoral de Allier, 2021.

### Deputada na Assembleia Nacional
Foi eleita deputada pelo segundo círculo eleitoral do departamento de Allier pelo partido Renascimento (RE) durante as eleições legislativas de junho de 2017. Ganhou o segundo turno com 52,05 por cento dos votos contra Daniel Dugléry (Os Republicanos). Depois de Françoise Gaspard, é a segunda deputada abertamente lésbica a sentar-se na Assembleia Nacional.

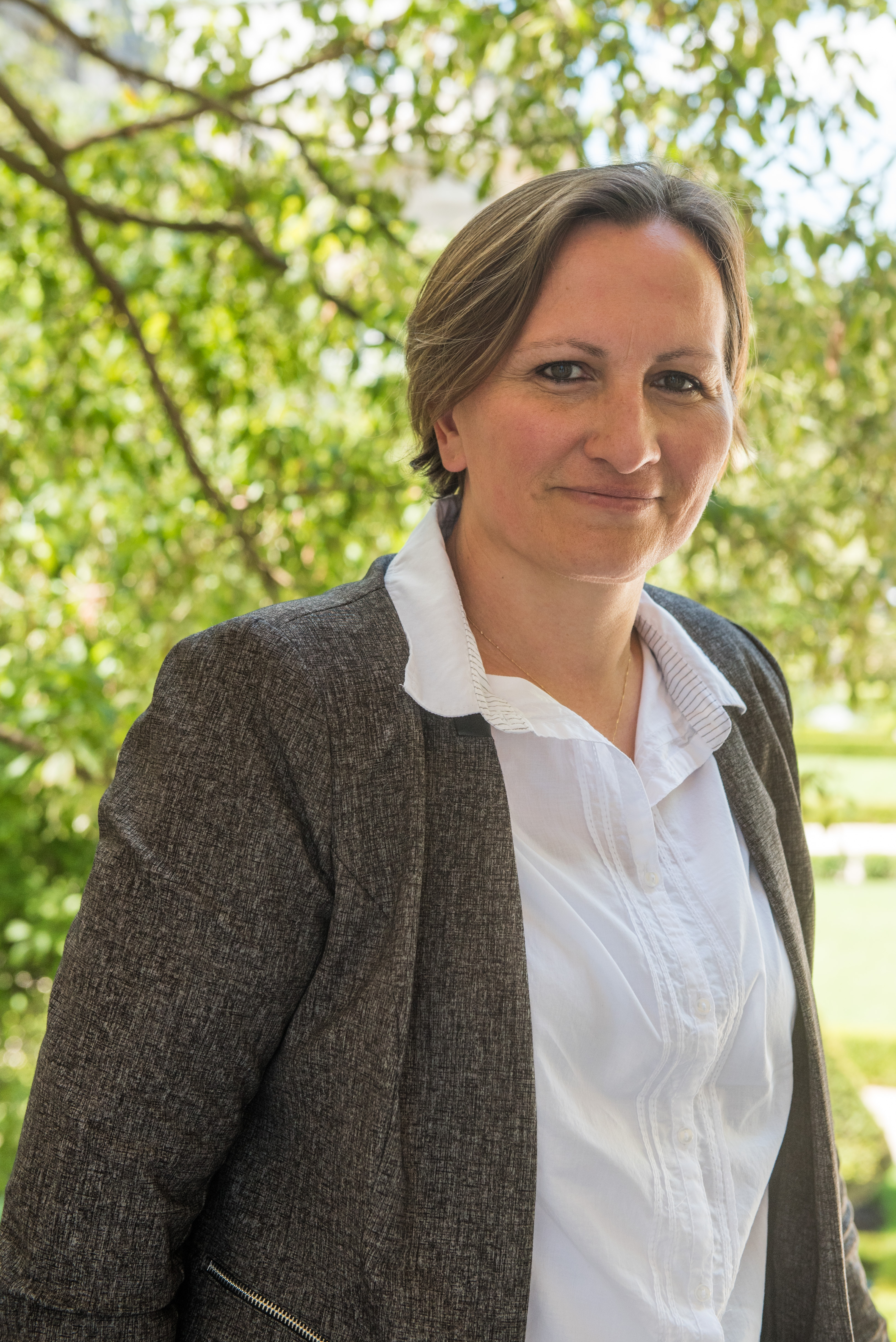
No jardim "Quatro Colunas" do Palácio Bourbon, em 2017.

Desde 2017, trabalha em um projeto de lei para proibir a "terapia de reorientação sexual". Em outubro de 2020, a ministra delegada responsável pela Cidadania do Ministério do Interior, Marlène Schiappa, anunciou, através da imprensa, sua intenção de proibir a "terapia de conversão", o que gerou uma preocupação com a sinceridade do compromisso da ministra, já que o governo não tinha se interessado pelo projeto, quando foi lançado pela deputada. Em abril de 2021, recebeu  o apoio dos artistas Eddy de Pretto — cantor, compositor e ator francês — e Hoshi — cantora e compositora francesa. Eles pedem a Christophe Castaner — deputado e presidente do partido Renascimento na Assembleia Nacional — que o projeto de lei da deputada seja colocado na agenda da Assembleia Nacional.
Em outubro de 2021, foi a relatora de seu projeto de lei que proíbe práticas destinadas a terapia de reorientação sexual ou de identidade de gênero de uma pessoa. O texto foi aprovado, por unanimidade, em primeira leitura pela Assembleia Nacional. Entrou em vigor, em janeiro de 2022.
Durante a pandemia de COVID-19, liderou um grupo de 12 parlamentares da maioria que exigiu que o envelope destinado às "rotas de saída da prostituição", estabelecido pela lei de abril de 2016, seja usado para atender à emergência humanitária das profissionais do sexo.
Em 22 de novembro de 2020, anunciou no Twitter que não se reconhecia mais no movimento de Emmanuel Macron.